# Conclave del 1958
Il conclave del 1958 venne convocato a seguito della morte di papa Pio XII, avvenuta a Castel Gandolfo il 9 ottobre dello stesso anno. Si svolse alla Cappella Sistina dal 25 al 28 ottobre e, dopo undici scrutini, elesse papa il cardinale Angelo Giuseppe Roncalli, patriarca di Venezia, che assunse il nome di Giovanni XXIII. L'elezione venne annunciata dal cardinale protodiacono Nicola Canali.

## Situazione generale
Benché negli ultimi anni le condizioni di salute di Pio XII apparissero precarie, la straordinaria personalità del pontefice non aveva permesso il formarsi di una linea alternativa alla sua visione della Chiesa. Il papa, infatti, non creava nuovi cardinali dal concistoro del 12 gennaio 1953, con il risultato che importanti prelati quali l'arcivescovo di Milano Giovanni Battista Montini e il pro-segretario di Stato Domenico Tardini, essendo privi della porpora cardinalizia, risultavano "di fatto" esclusi da una possibile successione. L'orientamento generale della maggior parte del collegio cardinalizio, dopo il quasi ventennale pontificato di Pio XII, quindi, propendeva verso l'elezione di un papa anziano, di transizione. Questo orientamento ricorreva già da anni nei rapporti diplomatici che le ambasciate accreditate in Vaticano inviavano ai loro governi per tenerli aggiornati sugli orientamenti a proposito del nuovo papa.
Anche l'ambasciatore italiano Francesco Giorgio Mameli, in un rapporto del 1954 al ministro degli affari esteri Attilio Piccioni, parlò della tendenza dei cardinali a orientarsi verso un porporato anziano per un papato di transizione. Tale rapporto indicava tre possibili papabili nei cardinali Alfredo Ottaviani, Giacomo Lercaro ed Ernesto Ruffini, con l'arcivescovo di Napoli Marcello Mimmi come possibile outsider. Qualora fosse prevalsa la preferenza per una personalità proveniente dalla diplomazia, il rapporto identificava nel patriarca di Venezia Angelo Giuseppe Roncalli e nel cardinale armeno naturalizzato libanese Krikor Bedros XV Aghagianian coloro che avrebbero potuto riscuotere i maggiori consensi.
Dal 1941, con la morte del cardinale Lorenzo Lauri, era rimasta vacante la carica di camerlengo, che avrebbe dovuto presiedere agli affari ordinari e curare l'organizzazione del conclave. Il giorno stesso della morte del pontefice, pertanto, i cardinali della curia elessero camerlengo Benedetto Aloisi Masella, arciprete di San Giovanni in Laterano e prefetto della Congregazione per la disciplina dei sacramenti. I cardinali, giunti a Roma, trovarono la città turbata da uno spiacevole episodio accaduto alla morte del papa. L'archiatra pontificio Riccardo Galeazzi Lisi, infatti, aveva fotografato il corpo nudo di Pio XII durante le procedure dell'imbalsamazione e venduto il tutto ai giornali, i quali pubblicarono anche un resoconto delle procedure stesse. Galeazzi Lisi tenne anche una conferenza stampa dove fornì i dettagli tecnici più crudi dell'imbalsamazione, fino a provocare reazioni di sdegno, venendo licenziato in tronco dal Collegio cardinalizio e radiato dall'Ordine dei Medici per indegnità.
Prima del conclave venne avanzata la candidatura del "delfino" di Pio XII, il cardinale Giuseppe Siri. L'iniziativa sarebbe partita dai cardinali Ignazio Gabriele I Tappouni, Gaetano Cicognani e Benedetto Aloisi Masella. Secondo Cicognani, Siri sarebbe stato «l'unico candidato in grado di continuare il magistero di Pio XII». L'età di Siri, appena 52 anni, tuttavia, male si sarebbe conciliata alla prospettiva di un pontificato breve.
L'elezione alla carica di camerlengo del cardinale Aloisi Masella ebbe l'effetto di indirizzare una parte delle preferenze dei curiali in favore di quest'ultimo; un'altra parte sembrava propendere per Agagianian. Roncalli, invece, sembrava riscuotere i favori dei cardinali francesi che, comunque, erano solo sei, oltre al "decano" Eugène Tisserant. Il cardinale Clemente Micara propose anche il nome dell'arcivescovo di Milano Giovanni Battista Montini, benché non fosse ancora cardinale, ma forse più per una sorta di dimostrazione affettiva che per una reale intenzione di voto.
Nelle giornate immediatamente precedenti all'apertura del conclave Roncalli registrò nel proprio diario un "gran movimento di farfalle" intorno alla sua persona, alludendo alle molteplici visite ricevute nel suo alloggio di via Aurelia. Gli fece visita due volte l'anziano cardinale Elia Dalla Costa di Firenze, comunicandogli il suo appoggio, insieme a quello del cardinale Maurilio Fossati. Anche numerosi porporati francesi dichiararono la disponibilità del loro gruppo a votarlo. Prima del conclave Roncalli ebbe colloqui personali anche con Tardini, Ottaviani e Masella. Secondo diverse fonti, Roncalli si aspettava di essere eletto. Ad esempio, il cardinale Silvio Oddi affermò che «Roncalli entrò in conclave ben sicuro di diventare papa e non esitò a comunicare questa sua quasi certezza ad alcuni amici». Il cardinale Siri accennò a un incontro fra diversi prelati, alcuni giorni prima del conclave, durante il quale sarebbe stato deciso «di promuovere l'elezione di Roncalli al pontificato e di Tardini a segretario di Stato». Un ulteriore riscontro è fornito anche da una lettera che, il 24 ottobre 1958, lo stesso Roncalli scrisse al vescovo di Faenza Giuseppe Battaglia, nella quale il patriarca di Venezia impartì istruzioni relative al proprio nipote don Battista: «Quando sentiste dire che ho dovuto cedere al volo dello Spirito Santo, espresso dalle volontà riunite, vogliate lasciar venire don Battista a Roma».

## Le votazioni

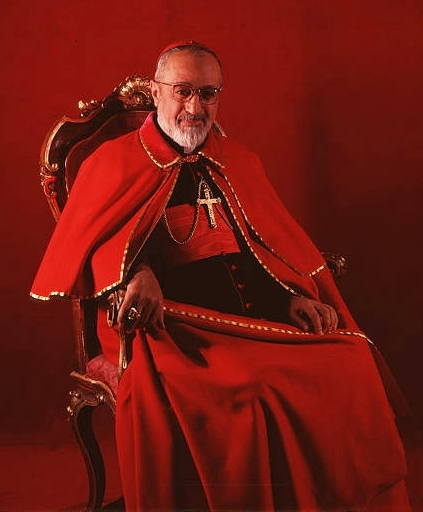
Il cardinale Agagianian.

In totale c'erano 53 cardinali elettori ma, a causa delle restrizioni imposte dai governi comunisti, al cardinale ungherese József Mindszenty e al croato Alojzije Viktor Stepinac non fu permesso recarsi a Roma per il conclave. Di conseguenza parteciparono solo 51 cardinali e il quorum per l'elezione venne fissato a 35 voti. Roncalli fu l'ultimo a entrare in conclave, prima dell'extra omnes. Le votazioni iniziarono il 25 ottobre 1958 con le candidature principali di Roncalli e di Agagianian, fiancheggiate da quelle di Aloisi Masella, Ruffini e altri, quanto meno nei primi turni.
Per Roncalli ci sarebbero stati inizialmente una ventina di voti, diciotto per Agagianian, quattro per Giacomo Lercaro, due a Giovanni Battista Montini e altri a Valerio Valeri. I due candidati principali erano stati scelti per le loro qualità diplomatiche, piuttosto che per l'età avanzata, essendoci, in conclave, ben 19 cardinali più anziani di Roncalli (77 anni), mentre Agagianian era uno dei più giovani (63 anni). Nelle prime votazioni i nomi di Roncalli e di Agagianian si sarebbero alternati in testa alle preferenze dei cardinali, come raccontò il 1º febbraio 1959 lo stesso Roncalli, ormai divenuto papa Giovanni XXIII, in un discorso al collegio armeno di Roma: «Sapete che il vostro cardinale e io eravamo come appaiati nel conclave dello scorso ottobre? I nostri nomi si avvicendavano or su, or giù, come i ceci nell'acqua bollente». «Al mattino si disfaceva quel che s'era concluso alla sera», commentò il cardinale John Francis D'Alton alludendo alla difficoltà di trovare una maggioranza.
Al settimo scrutinio, la mattina del 27 ottobre, su proposta del cardinale decano Eugène Tisserant, avrebbe preso corpo la candidatura di Benedetto Aloisi Masella (79 anni, due più di Roncalli), che avrebbe raggiunto circa diciotto voti, senza però intaccare il pacchetto di voti di Agagianian. Quello di Roncalli, invece, dovette leggermente contrarsi, pur restando consistente. Già in serata, però, i consensi di Masella si sarebbero erosi, scendendo a circa dieci.
Agagianian e Masella, secondo il vaticanista Giancarlo Zizola, sarebbero stati i candidati dell'area curiale, molto vicina al raggiungimento del quorum qualora avesse trovato una candidatura comune. Al nono-decimo scrutinio, tuttavia, sarebbero scesi intorno alla decina anche i voti in favore di Agagianian, con un progressivo smottamento a favore di Roncalli, che sarebbe tornato in testa con trentuno-trentadue voti. Tra la sera del 27 ottobre e la pausa pranzo del giorno successivo i cardinali avrebbero raggiunto l'intesa su Roncalli. Sembra che il cardinale Clemente Micara, nella Sala Regia, intorno a mezzogiorno, avrebbe declamato a voce alta, data la sua sordità: «È fatta! Stasera avremo Roncalli papa!». Nel pomeriggio del 28 ottobre, infatti, all'undicesimo scrutinio, con trentasei voti, il patriarca di Venezia superò il quorum necessario e fu eletto al soglio pontificio.
A titolo di mera curiosità è da segnalare anche l'esistenza di una teoria minoritaria, diffusa in ambienti sedevacantisti statunitensi, secondo la quale il cardinale Giuseppe Siri sarebbe stato eletto papa in questo conclave, ma sarebbe stato costretto a rinunciare al papato. Siri non alimentò mai questa teoria, restando sempre fedele ai diversi pontefici che si susseguirono nel corso degli anni e sempre in piena comunione con Roma. La teoria, inoltre, non è accreditata da alcuno storico.

## Cardinali alla morte di papa Pio XII

### Presenti in conclave
| Nome                                   | Paese              | Titolo                                                                | Ruolo | Nascita    | Concistoro |
| -------------------------------------- | ------------------ | --------------------------------------------------------------------- | --- | ---------- | ---------- |
| Eugène Tisserant                       | Francia            | Cardinale vescovo di Ostia; Cardinale vescovo di Porto e Santa Rufina | Presidente della Pontificia Commissione Biblica; Decano del Collegio Cardinalizio; Prefetto della Congregazione del Cerimoniale; Archivista e Bibliotecario di Santa Romana Chiesa; Camerlengo del Collegio Cardinalizio | 24/03/1884 | 15/06/1936 |
| Giuseppe Siri                          | Italia             | Cardinale presbitero di Santa Maria della Vittoria                    | Arcivescovo metropolita di Genova | 20/05/1906 | 12/01/1953 |
| Paul-Émile Léger                       | Canada             | Cardinale presbitero di Santa Maria degli Angeli                      | Arcivescovo metropolita di Montréal | 26/04/1904 | 12/01/1953 |
| Stefan Wyszyński                       | Polonia            | Cardinale presbitero di Santa Maria in Trastevere                     | Arcivescovo metropolita di Gniezno; Arcivescovo metropolita di Varsavia | 03/08/1901 | 12/01/1953 |
| Joseph Wendel                          | Germania Ovest     | Cardinale presbitero di Santa Maria Nuova                             | Arcivescovo metropolita di Monaco e Frisinga; Vicario castrense per la Germania | 27/05/1901 | 12/01/1953 |
| Valerian Gracias                       | India              | Cardinale presbitero di Santa Maria in Via Lata                       | Arcivescovo metropolita di Bombay | 23/10/1900 | 12/01/1953 |
| Fernando Quiroga y Palacios            | Spagna             | Cardinale presbitero di Sant'Agostino                                 | Arcivescovo metropolita di Santiago di Compostela | 21/01/1900 | 12/01/1953 |
| Norman Thomas Gilroy                   | Australia          | Cardinale presbitero dei Santi Quattro Coronati                       | Arcivescovo metropolita di Sydney | 22/01/1896 | 18/02/1946 |
| Krikor Bedros XV Aghagianian           | Libano             | Cardinale presbitero di San Bartolomeo all'Isola                      | Patriarca di Cilicia degli Armeni; Presidente della Pontificia Commissione per la Redazione del Codice di Diritto Canonico Orientale; Pro-prefetto della Congregazione di Propaganda Fide | 18/09/1895 | 18/02/1946 |
| James Charles McGuigan                 | Canada             | Cardinale presbitero di Santa Maria del Popolo                        | Arcivescovo metropolita di Toronto | 26/11/1894 | 18/02/1946 |
| Jaime de Barros Câmara                 | Brasile            | Cardinale presbitero dei Santi Bonifacio e Alessio                    | Arcivescovo metropolita di São Sebastião do Rio de Janeiro | 03/07/1894 | 18/02/1946 |
| Giacomo Lercaro                        | Italia             | Cardinale presbitero di Santa Maria in Traspontina                    | Arcivescovo metropolita di Bologna | 28/10/1891 | 12/01/1953 |
| Alfredo Ottaviani                      | Italia             | Cardinale diacono di Santa Maria in Domnica                           | Pro-segretario della Congregazione del Sant’Uffizio | 29/10/1890 | 12/01/1953 |
| Thomas Tien Ken-sin                    | Repubblica di Cina | Cardinale presbitero di Santa Maria in Via                            | Arcivescovo metropolita di Pechino | 24/10/1890 | 18/02/1946 |
| Carlos Carmelo de Vasconcelos Motta    | Brasile            | Cardinale presbitero di San Pancrazio fuori le mura                   | Arcivescovo metropolita di São Paulo; Amministratore apostolico di Aparecida | 16/07/1890 | 18/02/1946 |
| Francis Joseph Spellman                | Stati Uniti        | Cardinale presbitero dei Santi Giovanni e Paolo                       | Arcivescovo metropolita di New York; Vicario castrense per gli Stati Uniti d'America | 04/05/1889 | 18/02/1946 |
| Teodósio Clemente de Gouveia           | Portogallo         | Cardinale presbitero di San Pietro in Vincoli                         | Arcivescovo metropolita di Lourenço Marques | 13/05/1889 | 18/02/1946 |
| Crisanto Luque Sánchez                 | Colombia           | Cardinale presbitero di Santi Cosma e Damiano                         | Arcivescovo metropolita di Bogotà; Vicario castrense per la Colombia | 01/02/1889 | 12/01/1953 |
| Antonio Caggiano                       | Argentina          | Cardinale presbitero di San Lorenzo in Panisperna                     | Vescovo di Rosario | 30/01/1889 | 18/02/1946 |
| Manuel Gonçalves Cerejeira             | Portogallo         | Cardinale presbitero dei Santi Marcellino e Pietro                    | Patriarca di Lisbona | 29/11/1888 | 16/12/1929 |
| Ernesto Ruffini                        | Italia             | Cardinale presbitero di Santa Sabina                                  | Arcivescovo metropolita di Palermo; Amministratore apostolico di Piana degli Albanesi | 19/01/1888 | 18/02/1946 |
| Josef Frings                           | Germania Ovest     | Cardinale presbitero di San Giovanni a Porta Latina                   | Arcivescovo metropolita di Colonia | 06/02/1887 | 18/02/1946 |
| James Francis Louis McIntyre           | Stati Uniti        | Cardinale presbitero di Sant'Anastasia                                | Arcivescovo metropolita di Los Angeles | 25/06/1886 | 12/01/1953 |
| Benjamín de Arriba y Castro            | Spagna             | Cardinale presbitero dei Santi Vitale, Valeria, Gervasio e Protasio   | Arcivescovo metropolita di Tarragona | 08/04/1886 | 12/01/1953 |
| Pietro Ciriaci                         | Italia             | Cardinale presbitero di Santa Prassede                                | Prefetto della Congregazione del Concilio; Presidente della Pontificia Commissione per l'Interpretazione Autentica del Codice di Diritto Canonico | 02/12/1885 | 12/01/1953 |
| Achille Liénart                        | Francia            | Cardinale presbitero di San Sisto                                     | Vescovo di Lilla; Prelato della Missione di Francia | 07/02/1884 | 30/06/1930 |
| Valerio Valeri                         | Italia             | Cardinale presbitero di San Silvestro in Capite                       | Prefetto della Congregazione dei Religiosi | 07/11/1883 | 12/01/1953 |
| Maurice Feltin                         | Francia            | Cardinale presbitero di Santa Maria della Pace                        | Arcivescovo metropolita di Parigi; Vicario castrense per la Francia; Ordinario per i fedeli di rito orientale in Francia | 15/05/1883 | 12/01/1953 |
| John Francis D'Alton                   | Irlanda            | Cardinale presbitero di Sant'Agata dei Goti                           | Arcivescovo metropolita di Armagh | 11/10/1882 | 12/01/1953 |
| Marcello Mimmi                         | Italia             | Cardinale vescovo di Sabina e Poggio Mirteto                          | Segretario della Congregazione Concistoriale; Presidente della Pontificia Commissione per l'America Latina; Presidente della Commissione Cardinalizia per il Santuario di Pompei | 18/07/1882 | 12/01/1953 |
| Gaetano Cicognani                      | Italia             | Cardinale presbitero di Santa Cecilia                                 | Pro-prefetto del Supremo Tribunale della Segnatura Apostolica | 26/11/1881 | 12/01/1953 |
| Angelo Giuseppe Roncalli (eletto papa) | Italia             | Cardinale presbitero di Santa Prisca                                  | Patriarca di Venezia | 25/11/1881 | 12/01/1953 |
| Clément-Emile Roques                   | Francia            | Cardinale presbitero di Santa Balbina                                 | Arcivescovo metropolita di Rennes | 08/12/1880 | 18/02/1946 |
| Pierre-Marie Gerlier                   | Francia            | Cardinale presbitero della Santissima Trinità al Monte Pincio         | Arcivescovo metropolita di Lione | 14/01/1880 | 13/12/1937 |
| Santiago Luis Copello                  | Argentina          | Cardinale presbitero di San Girolamo dei Croati                       | Arcivescovo metropolita di Buenos Aires | 07/01/1880 | 16/12/1935 |
| Manuel Arteaga y Betancourt            | Cuba               | Cardinale presbitero di San Lorenzo in Lucina                         | Arcivescovo metropolita di San Cristóbal de la Habana | 28/12/1879 | 18/02/1946 |
| Clemente Micara                        | Italia             | Cardinale vescovo di Velletri                                         | Sottodecano del Collegio Cardinalizio; Presidente della Pontificia Commissione di Archeologia Sacra; Vicario generale di Sua Santità per la Diocesi di Roma | 24/12/1879 | 18/02/1946 |
| Ignazio Gabriele I Tappouni            | Libano             | Cardinale presbitero dei Santi XII Apostoli                           | Patriarca di Antiochia dei Siri | 03/11/1879 | 16/12/1935 |
| Benedetto Aloisi Masella               | Italia             | Cardinale vescovo di Palestrina                                       | Prefetto della Congregazione per la Disciplina dei Sacramenti; Arciprete della Basilica di San Giovanni in Laterano; Camerlengo di Santa Romana Chiesa | 29/06/1879 | 18/02/1946 |
| Giuseppe Pizzardo                      | Italia             | Cardinale vescovo di Albano                                           | Prefetto della Congregazione per i Seminari e le Università degli Studi; Segretario della Congregazione del Sant'Uffizio | 13/07/1877 | 13/12/1937 |
| Enrique Pla y Deniel                   | Spagna             | Cardinale presbitero di San Pietro in Montorio                        | Arcivescovo metropolita di Toledo | 19/12/1876 | 18/02/1946 |
| Maurilio Fossati                       | Italia             | Cardinale presbitero di San Marcello                                  | Arcivescovo metropolita di Torino | 24/05/1876 | 13/03/1933 |
| Augusto Álvaro da Silva                | Brasile            | Cardinale presbitero di Sant'Angelo in Pescheria                      | Arcivescovo metropolita di San Salvador di Bahia | 08/04/1876 | 12/01/1953 |
| Nicola Canali                          | Italia             | Cardinale diacono di San Nicola in Carcere                            | Gran Priore di Roma del Sovrano Militare Ordine di Malta; Presidente del Governatorato dello Stato della Città del Vaticano; Presidente della Pontificia Commissione per lo Stato della Città del Vaticano; Penitenziere Maggiore; Cardinale protodiacono; Gran Maestro dell'Ordine Equestre del Santo Sepolcro di Gerusalemme; Pro-presidente dell'Amministrazione del Patrimonio della Sede Apostolica; Cardinale protettore dell'Almo Collegio Capranica | 06/06/1874 | 16/12/1935 |
| Jozef-Ernest Van Roey                  | Belgio             | Cardinale presbitero di Santa Maria in Ara Coeli                      | Arcivescovo metropolita di Malines; Vicario castrense per il Belgio; Cardinale protopresbitero | 13/01/1874 | 20/06/1927 |
| Carlos María Javier de la Torre        | Ecuador            | Cardinale presbitero di Santa Maria in Aquiro                         | Arcivescovo metropolita di Quito | 15/11/1873 | 12/01/1953 |
| Federico Tedeschini                    | Italia             | Cardinale vescovo di Frascati                                         | Datario di Sua Santità; Arciprete della Basilica di San Pietro in Vaticano; Presidente della Fabbrica di San Pietro | 12/10/1873 | 13/03/1933 |
| Pietro Fumasoni Biondi                 | Italia             | Cardinale presbitero di Santa Croce in Gerusalemme                    | Prefetto della Congregazione di Propaganda Fide | 04/09/1872 | 13/03/1933 |
| Elia Dalla Costa                       | Italia             | Cardinale presbitero di San Marco                                     | Arcivescovo metropolita di Firenze | 14/05/1872 | 13/03/1933 |
| Georges-François-Xavier-Marie Grente   | Francia            | Cardinale presbitero di San Bernardo alle Terme Diocleziane           | Arcivescovo-vescovo di Le Mans | 05/05/1872 | 12/01/1953 |
| José María Caro Rodríguez              | Cile               | Cardinale presbitero di Santa Maria della Scala                       | Arcivescovo metropolita di Santiago del Cile | 23/06/1866 | 18/02/1946 |

### Assenti per motivi politici
| Nome                     | Paese                                        | Titolo                                               | Ruolo                                | Nascita    | Concistoro |
| ------------------------ | -------------------------------------------- | ---------------------------------------------------- | ------------------------------------ | ---------- | ---------- |
| Alojzije Viktor Stepinac | Repubblica Socialista Federale di Jugoslavia | Cardinale presbitero                                 | Arcivescovo metropolita di Zagabria  | 08/07/1898 | 12/01/1953 |
| József Mindszenty        | Repubblica Popolare d'Ungheria               | Cardinale presbitero di Santo Stefano al Monte Celio | Arcivescovo metropolita di Strigonio | 29/03/1892 | 18/02/1946 |